# Roger Suárez
Roger Suárez Sandoval (né le 2 avril 1977 à Santa Cruz de la Sierra en Bolivie) est un joueur de football international bolivien, qui évoluait au poste d'attaquant.

## Biographie

### Carrière en sélection
Avec l'équipe de Bolivie, il dispute 29 matchs (pour 7 buts inscrits) entre 1996 et 2004. 
Il figure notamment dans le groupe des sélectionnés lors des Copa América de 2001 et de 2004.
Il dispute 16 matchs comptant pour les tours préliminaires des coupes du monde 1998, 2002 et 2006.

## Palmarès
| Oriente Petrolero - Championnat de Bolivie (1) : - Champion : 2001. |  | Club Bolívar - Championnat de Bolivie (1) : - Champion : 2004 (Ouverture). |  | Club Booming - Championnat de Bolivie (1) : - Champion : 2009 (Clôture). |